# Wappen Ceutas
Die spanische Exklave Ceuta führt seit dem 15. Jahrhundert ein Wappen. Es zeigt umgeben von einem roten Bord mit sieben goldenen Kastellen das silberne Feld mit den kreuzweise gestellten fünf Quinas. Auf dem Wappenschild ruht die goldene Krone. In der Gestaltung geht es auf das Wappen Portugals zurück.

## Geschichte
Das Wappen ist geschichtlich überliefert. Es stammt aus der Zeit, als die Stadt nach der Eroberung durch König Johann I. am 21. August 1415 im Besitz der portugiesischen Krone war. Sie blieb bis 1580 und de jure bis 1640 Besitzer Ceutas. Als nach der Wiederherstellung der Unabhängigkeit Portugals im Jahr 1640 die Stadt bei Spanien verblieb und 1668 als Ergebnis des Restaurationskrieges im Frieden von Lissabon endgültig an Spanien abgetreten wurde, blieb das Wappen erhalten.
Das Wappen Portugals erfuhr hier zwei wesentliche Abwandlungen: Die Anordnung der sieben goldenen Burgen weicht ab. Das portugiesische Wappen trägt eine Burg im Schildhaupt statt unten in der Spitze. Erklärt wird das mit dem im Vergleich zu den zum König näher stehenden Städten wie Lissabon niedrigeren Status der Stadt. Während das portugiesische Wappen zunächst die Krone des Königs am Schildrand aufgesetzt hatte und heute keinen Aufsatz mehr hat, zeigt das Wappen von Ceuta die Rangkrone eines Marqués.
Das Wappen ist der geständerten Dienstflagge Ceutas aufgelegt.